# K. Barry Sharpless
Pour les articles homonymes, voir Sharpless.
Karl Barry Sharpless (28 avril 1941 à Philadelphie, États-Unis) est un chimiste américain et actuellement professeur de chimie au prestigieux Institut de recherche Scripps de San Diego. Il est lauréat de la moitié du prix Nobel de chimie de 2001 et d'un tiers de celui de 2022.

## Biographie
Après des études secondaires à la Friends Central School (Philadelphie, en Pennsylvanie), K. Barry Sharpless poursuit ses études supérieures au Dartmouth College (Hanover, New Hampshire) et passe son B.A. en 1963. Il obtient ensuite un Ph.D. en 1968 sous la direction du professeur E. E. van Tamelen à l'université Stanford (Palo Alto, en Californie).
Après deux stages post-doctoraux à l'université Stanford dans le groupe de J. P. Collman (1968) et à l'université Harvard dans le groupe de K. Bloch (1969), il rejoint le Massachusetts Institute of Technology (MIT) en 1970 où il enseigne jusqu'à la fin de l'année 1980 (chaire de chimie Arthur C. Cope de 1987 à 1989). Durant cette période il enseignera aussi à l'université Stanford de 1977 à 1980.
Depuis 1990, il occupe la chaire de chimie W. M. Keck à l'Institut de recherche Scripps. Il est l'auteur de plus de 350 publications scientifiques.
Il est membre de l'Académie nationale des sciences des États-Unis depuis 1985 et de l'Académie américaine des arts et des sciences depuis 1984.
Il est colauréat de la moitié du prix Nobel de chimie de 2001 (l'autre moitié a été remise à William Standish Knowles et à Ryōji Noyori) « pour ses travaux sur la catalyse chirale de réactions d'oxydation ». De ces études ont résulté la réaction dite réaction de Sharpless qui permet la dihydroxylation asymétrique des alcènes et l'époxydation asymétrique des alcools allyliques.
Il est à nouveau colauréat d'un tiers du prix Nobel de chimie de 2022 (les co-récipiendaires étant Morten Meldal et Carolyn R. Bertozzi) « pour le développement de la chimie click et de la chimie bioorthogonale ».
Il est marié à Jan Dueser depuis le 28 avril 1965 et est père de trois enfants, Hannah (née en 1976), William (né en 1978) et Isaac (né en 1980).

## Distinctions et récompenses
Prix de l'American Chemical Society :
- Award for Creative Work in Organic Synthesis (1983)
- Arthur C. Cope Scholar (1986)
- Harrison Howe Award, Rochester Section (1987)
- Remsen Award, Maryland Section (1989)
- Prix Arthur C. Cope (1992)
- San Diego Scientist of the Year, San Diego Section (1992)
- Roger Adams Award in Organic Chemistry (1997)
- Richards Medal, Northeastern Section (1998)
- Carothers Award, Delaware Section (1999)
- Médaille William-H.-Nichols (2006)

Autres prix :
- Allan Day Award, Philadelphia Organic Chemists Club (1985)[7]
- Dr Paul Janssen Prize, Belgique (1986)
- Prelog Medal, ETH, Suisse(1988)
- Sammet Award, université Johann Wolfgang Goethe, Francfort-sur-le-Main (1988)
- Chemical Pioneer Award, American Institute of Chemists (1988)[8]
- Scheele Medal, Swedish Academy of Pharma Sciences (1991)
- Tetrahedron Prize (1993)[9]
- Centenary Lectureship Medal, Royal Society of Chemistry (1993)
- Cliff Hamilton Award, université du Nebraska, Lincoln (1995)
- King Faisal Prize for Science, Arabie saoudite (1995)
- Microbial Chemistry Medal, Kitasato Institute, Tokyo (1997)
- Harvey Science & Technology Prize, Israel Inst of Tech (1998)
- Rylander Award, Organic Reactions Catalysis Society (2000)
- Chemical Sciences Award, Académie nationale des sciences (2000)[10]
- Chiralty Medal, Italian Chemical Society (2000)[11]
- Rhône-Poulenc Medal, Royal Society of Chemistry (2000)
- Benjamin Franklin Medal, Franklin Institute Philadelphie (2001)[12]
- Prix Wolf, Institut Weizmann (2001)[13]
- John Scott Medal Award, Philadelphie (2001)[14]
- Prix Nobel de chimie (2001 et 2022)[15],[2]